# Carol Zerbato
Carol Zerbato (São Paulo, 14 de março de 1982) é uma comunicóloga, publicitária e ativista brasileira, autora do livro Ativismo Consciente: A importância da Inteligência Emocional na Causa Animal, publicado pela Editora Giostri. 
Protagoniza ainda histórias em quadrinhos que conscientizam a sociedade sobre a causa animal pela visão de uma cachorra vira-lata.
Desde 2013, luta contra o cativeiro de cetáceos explorados pela indústria do entretenimento, especialmente orcas e golfinhos usados em shows e programas de natação com humanos e acumula inúmeros artigos publicados sobre o tema.
Tornou-se uma das referências do tema no Brasil em setembro de 2017, quando publicou um artigo denunciando o abandono da orca cativa Lolita no Miami Seaquarium, na Flórida, em meio ao Furacão Irma.
No mesmo ano, foi uma das embaixadoras da campanha contra a eutanásia de cães com Leishmaniose. 
Em 2016, foi nomeada, ao lado de personalidades como Giovanna Ewbank e Fiorella Mattheis, madrinha do primeiro santuário de elefantes da América Latina.